# Fyresdal
Fyresdal (eller Moland) är en kyrkby som utgör centralort och enda tätort i Fyresdals kommun i Telemark fylke i södra Norge. Orten ligger vid fylkesväg 355, vid norra änden av sjön Fyresvatnet. Här finns Molands kyrka.

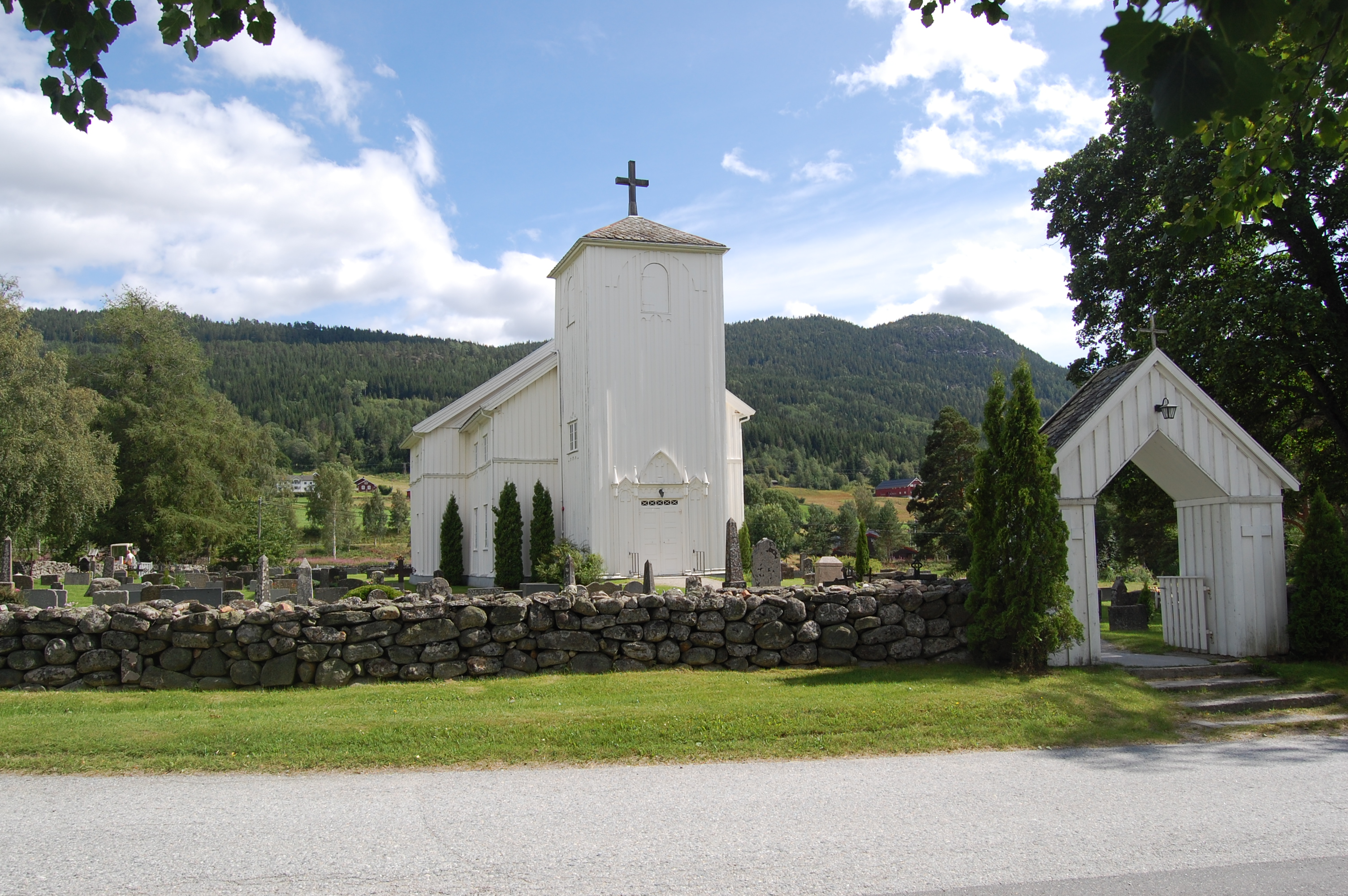
Molands kyrka.